# Schefflera calyptricuspidata
Schefflera calyptricuspidata är en araliaväxtart som beskrevs av José Cuatrecasas. Schefflera calyptricuspidata ingår i släktet Schefflera och familjen araliaväxter.
Artens utbredningsområde är Colombia. Inga underarter finns listade.